# Cartes sur table (émission de télévision)
Pour les articles homonymes, voir Cartes sur table (homonymie).
Cartes sur table était une émission de télévision politique française présentée par Jean-Pierre Elkabbach et Alain Duhamel et diffusée à 20 h 30 sur Antenne 2 du 20 mars 1977 au 30 mars 1981.
On compte parmi ses invités des personnalités politiques françaises et internationales de premier plan, comme François Mitterrand, Georges Marchais, Valéry Giscard d'Estaing, Jacques Chirac, Raymond Barre, Margaret Thatcher, Edmond Maire, Cyrus Vance, Jean-Bedel Bokassa…
Cartes sur table était généralement enregistrée à Paris, mais des exceptions étaient possibles. Ainsi, l'émission du 10 mars 1980, dont l'invitée était Margaret Thatcher, fut enregistrée depuis le 10 Downing Street, résidence du Premier ministre britannique.
Valéry Giscard d’Estaing est l’invité de la dernière émission Cartes sur table le 30 mars 1981. Alors candidat à l’élection présidentielle, le président sortant apprend en direct par Jean-Pierre Elkabbach que le président Américain Ronald Reagan vient d'être la cible d’un attentat.
La musique du générique était extraite du morceau Way of the Pilgrim de John McLaughlin.

## Télévision belge
Une émission mensuelle avec le même nom existait à la RTBF en 2002-2003, présentée par Jean-Paul Procureur. Ce fut une émission qui « déclinait tant les difficultés mineures du citoyen face à un pouvoir, que les drames profonds qui secouent les familles ou les individus et dont personne aujourd'hui, dans une société qui tend à ériger l'égocentrisme en vertu, ne parle trop souvent que dans une optique sensationnaliste ou mercantile ».